# Anne Neville
Anne Neville (Warwick, 11 juni 1456 — Westminster, 16 maart 1485) was een dochter van Richard Neville, graaf van Warwick, en van Anna Beauchamp.
In 1471 werd zij uitgehuwelijkt aan Eduard van Westminster, zoon van Hendrik VI van Engeland. Na diens dood hertrouwde zij met de latere Richard III van Engeland, en werd de moeder van Eduard van Middleham (1473-1484).

## Vroege leven
Anne Neville werd geboren op Warwick Castle als de jongste dochter van Richard Neville en Anne de Beauchamps. Haar vader was een van de machtigste edelen in Engeland en de belangrijkste aanhanger van het Huis York. De zuster van haar grootvader, Cecily Neville was de vrouw van Richard van York, die de kroon van Engeland eiste voor het Huis York.
Anne spendeerde haar jeugd merendeels op Middleham Castle een van haar vaders vele bezittingen. Daar ontmoette zij en haar oudere zuster Isabel de twee zonen van de hertog van York, Richard van Gloucester (de latere Richard III) en George van Clarence. Richard spendeerde op het kasteel veel van zijn tijd in opleiding tot ridder tussen 1461 tot het voorjaar 1465. Het is goed mogelijk dat er al plannen gesmeed werden om Anne en Richard in het huwelijk te laten treden. Op 30 december 1460 werd echter de hertog van York gedood, maar met de hulp van Warwick, wist deze zijn oudste zoon Eduard IV op de Engelse troon te krijgen in maart 1461. In juli 1469 trouwde Isabel met George van Clarence, terwijl Anne uitgehuwd werd aan Eduard van Westminster in 1470, dit mede door een politiek besluit tussen Richard van Warwick en Frankrijk.
Haar vader Richard van Warwick verruilde het Huis York voor dat van het Huis Lancaster, dit vanwege een dispuut met Eduard IV. De Rozenoorlog laaide daarmee op en op 14 april 1471 sneuvelde Richard van Warwick in de Slag bij Barnet. Op 4 mei 1471 won het Huis York onder leiding van koning Eduard IV de Slag bij Tewkesbury, kort daarna werd Eduard van Westminster vermoord en Anne gevangen genomen. In het voorjaar van 1472 trouwde Anne met Richard van Gloucester.

Richard III & Anne in glas in lood.

## Koningin van Engeland
Op 9 april 1483 overleed Eduard IV en Anne's man Richard van Gloucester werd tot 'beschermheer' benoemd voor zijn neef Eduard V. Echter werd op 25 juni 1483 Eduard V en zijn nabestaanden als onrechtmatige troonpretendenten verklaard en Richard betrad de troon als koning Richard III. Anne Neville werd tot koningin gekroond naast haar man op 6 juli 1483 door Thomas Bourchier, aartsbisschop van Canterbury, het was de eerste gezamenlijke kroning in 175 jaar. De kroning werd bijgewoond door Margaret, gravin van Richmond, wiens zoon Hendrik VII ooit koning van Engeland zou worden nadat deze Richard zou verslaan bij de Slag bij Bosworth. Bijna het gehele adellijke gevolg van Engeland was aanwezig bij deze troonsbestijging spektakel. Richard en Anne's zoon Edward van Middleham kreeg de titel van Prins van Wales op 8 september 1483 toebedeeld, in navolging van hun kroning.
Edward van Middeleham overleed plots in april 1484 in Sheriff Hutton, terwijl zijn ouders vanuit Nottingham onderweg waren om hem te bezoeken. Richard en Anne waren overmand door verdriet bij het horen van dit nieuws. Persoonlijk was Anne zeer ontdaan en voelde zich kort daarna ziek worden, wat alleen maar verslechterde.
Na de dood van haar zoon, adopteerde ze Eduard Plantagenet, graaf van Warwick, als haar adoptiezoon, eigenlijk was hij een neef van Richard III en Anne. Richard maakte de jongen ook tot zijn erfgenaam. Na haar dood veranderde Richard van gedachten en benoemde John de la Pole als zijn wettelijke erfgenaam.

## Dood
Anne overleed op 16 maart 1485, waarschijnlijk aan tuberculose in Westminster. Op de dag van haar dood was er een zonsverduistering. Velen zagen dit als voorteken dat haar man uit de hemelse gratie was gevallen. Ze werd begraven in Westminster Abbey in een ongemarkeerd graf aan de rechterkant van het hoge altaar, naast de deur van de kapel. Richard III zou zijn tranen hebben laten lopen bij haar begrafenis, echter volgens geruchten zou hij haar hebben vergiftigd om daarna met zijn nicht Elizabeth van York te kunnen trouwen.

## Voorouders
| Voorouders van Anne Neville | Voorouders van Anne Neville                                   | Voorouders van Anne Neville                                   | Voorouders van Anne Neville                                      | Voorouders van Anne Neville                                      | Voorouders van Anne Neville                                     | Voorouders van Anne Neville                                     | Voorouders van Anne Neville                                     | Voorouders van Anne Neville                                     |
| --------------------------- | ------------------------------------------------------------- | ------------------------------------------------------------- | ---------------------------------------------------------------- | ---------------------------------------------------------------- | --------------------------------------------------------------- | --------------------------------------------------------------- | --------------------------------------------------------------- | --------------------------------------------------------------- |
| Overgrootouders             | Ralph Neville (1364-1425) ∞ Johanna van Beaufort (1379-1440)  | Ralph Neville (1364-1425) ∞ Johanna van Beaufort (1379-1440)  | Thomas Montagu (1388-1428) ∞ 1406 Eleanor Holland (1386-na 1413) | Thomas Montagu (1388-1428) ∞ 1406 Eleanor Holland (1386-na 1413) | Thomas de Beauchamp (1338-1401) ∞ 1369 Margaret Ferrers (-)     | Thomas de Beauchamp (1338-1401) ∞ 1369 Margaret Ferrers (-)     | Thomas le Despenser (1373-1400) ∞ Constance of York (1374-1416) | Thomas le Despenser (1373-1400) ∞ Constance of York (1374-1416) |
| Grootouders                 | Richard Neville (1400-1460) ∞ 1437 Alice Montague (1406-1462) | Richard Neville (1400-1460) ∞ 1437 Alice Montague (1406-1462) | Richard Neville (1400-1460) ∞ 1437 Alice Montague (1406-1462)    | Richard Neville (1400-1460) ∞ 1437 Alice Montague (1406-1462)    | Richard Beauchamp (1382-1439) ∞ Isabel le Despenser (1400-1439) | Richard Beauchamp (1382-1439) ∞ Isabel le Despenser (1400-1439) | Richard Beauchamp (1382-1439) ∞ Isabel le Despenser (1400-1439) | Richard Beauchamp (1382-1439) ∞ Isabel le Despenser (1400-1439) |
| Ouders                      | Richard Neville (1428-1471) ∞ Anne Beauchamp (1426-1492)      | Richard Neville (1428-1471) ∞ Anne Beauchamp (1426-1492)      | Richard Neville (1428-1471) ∞ Anne Beauchamp (1426-1492)         | Richard Neville (1428-1471) ∞ Anne Beauchamp (1426-1492)         | Richard Neville (1428-1471) ∞ Anne Beauchamp (1426-1492)        | Richard Neville (1428-1471) ∞ Anne Beauchamp (1426-1492)        | Richard Neville (1428-1471) ∞ Anne Beauchamp (1426-1492)        | Richard Neville (1428-1471) ∞ Anne Beauchamp (1426-1492)        |
| Anne Neville (1428-1471)    |                                                               |                                                               |                                                                  |                                                                  |                                                                 |                                                                 |                                                                 |                                                                 |